# Iva Diva
Iva Diva este un film românesc din 2001 regizat de Ștefan Velniciuc.